# Marco Engelhardt
Marco Engelhardt (Bad Langensalza, 2 dicembre 1980) è un ex calciatore tedesco, di ruolo centrocampista.

## Palmarès

### Club

#### Competizioni nazionali
- Coppa di Germania: 1

Norimberga: 2006-2007